# Dorycera longiceps
Dorycera longiceps är en tvåvingeart som beskrevs av Willi Hennig 1939. Dorycera longiceps ingår i släktet Dorycera och familjen fläckflugor.
Artens utbredningsområde är Iran. Inga underarter finns listade i Catalogue of Life.